# Elvio Banchero
Elvio Banchero (Alessandria, 28 aprile 1904 – Alessandria, 21 gennaio 1982) è stato un calciatore italiano, di ruolo attaccante.
È indicato dagli almanacchi come Banchero I per distinguerlo dal fratello minore Ettore, anch'egli calciatore, nonché suo compagno di squadra fra il 1927 e il 1929.

## Biografia e caratteristiche tecniche
Alto e piuttosto forte fisicamente, giocava come interno d'attacco e si distingueva per il suo coraggio e il suo stile di gioco irruento.
Fu inoltre soprannominato "l'uomo del fango" per la facilità con cui giocava sui terreni appesantiti dal maltempo.
Nel 1955, avrebbe assunto per breve tempo la guida tecnica del Derthona, in Promozione.
Morì nel 1982, a 77 anni. Il Genoa l'ha inserito nella sua Hall of fame, mentre ad Alessandria, sua città natale, gli è stato dedicato un campo sportivo.

## Carriera

### Club
Entrò a far parte del fertile vivaio dell'Alessandria da diciassettenne, nel 1921; dopo le prime stagioni in maglia grigia e una di rodaggio, nel 1924, disputata tra le file della SPAL (che nonostante la sua presenza retrocedé dalla Prima Divisione), seppe diventare, sotto la guida dell'allenatore Carlo Carcano, uno dei migliori centrocampisti offensivi del campionato, arrivando anche a segnare 40 reti in 60 partite nei suoi due ultimi campionati in Piemonte. Con l'Alessandria vinse la Coppa CONI 1927 e sfiorò la vittoria dello scudetto nella stagione 1927-28: in quegli anni, la rosa dei piemontesi comprendeva, fra gli altri, il difensore Andrea Viviano, i centrocampisti Luigi Bertolini e Giuseppe Gandini e i principali compagni d'attacco di Banchero, ossia Giovanni Ferrari e Renato Cattaneo.
Nell'estate successiva, fu ceduto al titolato Genova 1893, con cui disputò la prima edizione della Serie A (1929-30): segnando subito 17 reti (che gli fruttarono il quinto posto nella classifica dei cannonieri di quel campionato), guidò i rossoblu al secondo posto, a due soli punti dall'Ambrosiana campione. Restò a Genova fino al 1932, quando passò alla Roma dopo aver accusato i primi segni del declino della propria condizione atletica. Tra i giallorossi, nonostante le buone premesse, non trovò molto spazio nelle due stagioni trascorse con il club, venendo impiegato soprattutto come rincalzo; dopo altre due stagioni al Bari (con cui ottenne la promozione in Serie A nel 1935), ritornò all'Alessandria, nella doppia veste di giocatore-allenatore, per il campionato 1936-37, terminato però con la retrocessione della squadra grigia, piazzatasi all'ultimo posto. Dopo alcune partite giocate ancora da giocatore-allenatore con il Parma e il Savoia Marchetti, in entrambi i casi in Serie C, chiuse con il calcio giocato.

### Nazionale
Al termine dell'ottima stagione 1927-28 con l'Alessandria, fu convocato dal commissario tecnico Augusto Rangone fra gli azzurri che avrebbero partecipato al torneo olimpico di Amsterdam, dove l'Italia poi vinse la medaglia di bronzo. Banchero ne disputò solo due gare, segnando però ben quattro reti: una all'esordio contro la Francia e tre (insieme a Magnozzi e Schiavio) nella finale per il 3º posto, in uno storico 11-3 contro l'Egitto, ancora oggi la partita in cui la nazionale italiana ha segnato più gol in assoluto.
Nei primi mesi del 1931, in seguito alle sue notevoli prestazioni con il Genoa, Banchero ritorna in Nazionale dopo un'assenza di quasi tre anni, convocato da Vittorio Pozzo, che intendeva sfruttare le doti dell'alessandrino sul campo di San Siro (in quell'occasione, semi-congelato a causa di una nevicata), per la sfida di Coppa Internazionale contro l'Austria. Banchero non segnò, ma partecipò comunque al 2-1 finale per gli azzurri, che conquistarono così la loro prima vittoria contro la selezione di Hugo Meisl, dopo ben dieci tentativi distribuiti lungo vent'anni.
Da quel momento, Banchero non venne più convocato e chiuse così la sua esperienza in Nazionale maggiore, lasciandosi alle spalle statistiche comunque degne di nota: tre presenze e quattro gol.

## Statistiche

### Cronologia presenze e reti in nazionale
| Cronologia completa delle presenze e delle reti in nazionale ― Italia | Cronologia completa delle presenze e delle reti in nazionale ― Italia | Cronologia completa delle presenze e delle reti in nazionale ― Italia | Cronologia completa delle presenze e delle reti in nazionale ― Italia | Cronologia completa delle presenze e delle reti in nazionale ― Italia | Cronologia completa delle presenze e delle reti in nazionale ― Italia | Cronologia completa delle presenze e delle reti in nazionale ― Italia | Cronologia completa delle presenze e delle reti in nazionale ― Italia |
| Data                                                                  | Città                                                                 | In casa                                                               | Risultato                                                             | Ospiti                                                                | Competizione                                                          | Reti                                                                  | Note                                                                  |
| --------------------------------------------------------------------- | --------------------------------------------------------------------- | --------------------------------------------------------------------- | --------------------------------------------------------------------- | --------------------------------------------------------------------- | --------------------------------------------------------------------- | --------------------------------------------------------------------- | --------------------------------------------------------------------- |
| 29/05/1928                                                            | Amsterdam                                                             | Francia                                                               | 3 – 4                                                                 | Italia                                                                | Olimpiadi 1928 - Ottavi di finale                                     | 1                                                                     |                                                                       |
| 09/06/1928                                                            | Amsterdam                                                             | Egitto                                                                | 3 – 11                                                                | Italia                                                                | Olimpiadi 1928 - Finale 3º e 4º posto                                 | 3                                                                     | 3º Posto                                                              |
| 22/02/1931                                                            | Milano                                                                | Italia                                                                | 2 – 1                                                                 | Austria                                                               | Coppa Internazionale 1931-1932                                        | -                                                                     |                                                                       |
| Totale                                                                |                                                                       | Presenze                                                              | 3                                                                     |                                                                       | Reti                                                                  | 4                                                                     |                                                                       |

## Palmarès

### Giocatore

#### Club
- Serie B: 1

Bari: 1934-1935

#### Nazionale
- Bronzo olimpico: 1

Amsterdam 1928